# Livio Berruti
Pour les articles homonymes, voir Berruti.

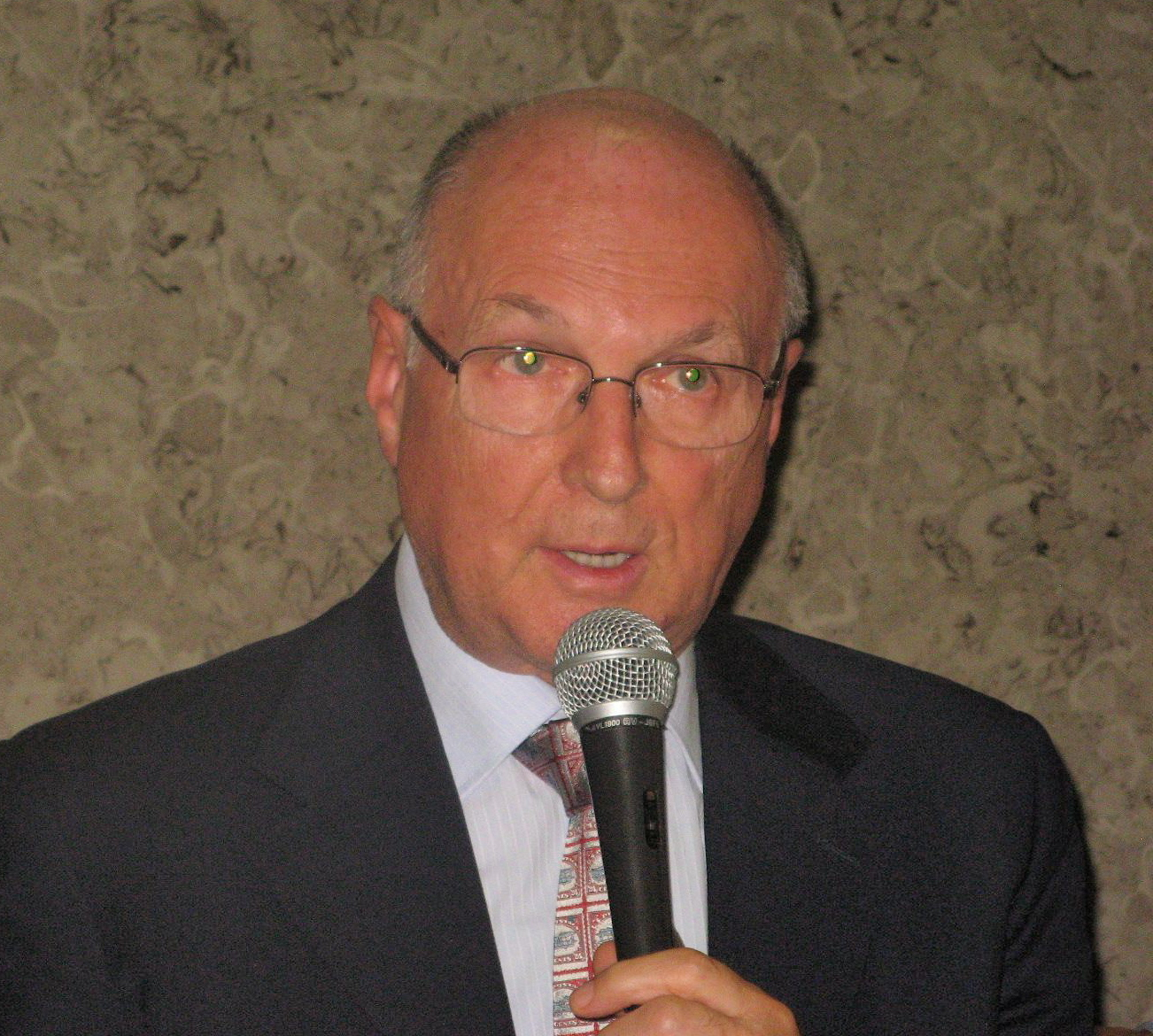
Livio Berruti en 2010.

Livio Berruti, né le 19 mai 1939, est un ancien athlète italien. Il a été le vainqueur surprise du 200 m aux Jeux olympiques d'été de 1960.
Né à Turin, Berruti, un étudiant en chimie, n'avait que 21 ans lorsqu'il participa aux jeux de Rome. En demi-finale du 200 m, il courait en 20 s 5, égalant le record du monde et se profilait comme un sérieux outsider pour la finale du lendemain. Dans cette course, Berruti, qui courait toujours avec des lunettes noires et des chaussettes blanches, répéta son temps de 20 s 5, battant les favoris américains. Dernier relayeur du 4 × 100 m italien, il manquait de peu une deuxième médaille, terminant quatrième.
Ce titre olympique au début de sa carrière resta son meilleur résultat. Il participa trois fois aux championnats d'Europe, avec comme meilleure place, un septième rang sur 200 m en 1966. En Italie, il remportait le titre sur 100 m et 200 m de 1957 à 1962 et encore deux titres sur 200 m en 1965 et 1968. Berruti fit encore deux apparitions aux Jeux olympiques d'été. en 1964 et 1968, accédant les deux fois à la finale avec le relais 4 × 100 m et se classant cinquième sur 200 m en 1964.

## Hommage
Le 7 mai 2015, en présence du président du Comité national olympique italien (CONI), Giovanni Malagò, a été inauguré  le Walk of Fame du sport italien dans le parc olympique du Foro Italico de Rome, le long de Viale delle Olimpiadi. 100 tuiles rapportent chronologiquement les noms des athlètes les plus représentatifs de l'histoire du sport italien. Sur chaque tuile figure le nom du sportif, le sport dans lequel il s'est distingué et le symbole du CONI. L'une de ces tuiles lui est dédiée .

## Palmarès

### Jeux olympiques d'été
- Jeux olympiques d'été de 1960 à Rome ( Italie)
  -  Médaille d'or sur 200 m
  - 4e en relais 4 × 100 m
- Jeux olympiques d'été de 1964 à Tokyo ( Japon)
  - 5e sur 200 m
  - 7e en relais 4 × 100 m
- Jeux olympiques d'été de 1968 à Mexico ( Mexique)
  - éliminé en quart de finale sur 200 m
  - 7e en relais 4 × 100 m

### Championnats d'Europe d'athlétisme
- Championnats d'Europe d'athlétisme de 1958 à Stockholm ( Suède)
  - éliminé en demi-finale sur 100 m
  - éliminé en demi-finale sur 200 m
  - éliminé en série en relais 4 × 100 m
- Championnats d'Europe d'athlétisme de 1962 à Belgrade ( Yougoslavie)
  - éliminé en demi-finale sur 100 m
  - 5e en relais 4 × 100 m
- Championnats d'Europe d'athlétisme de 1966 à Budapest ( Hongrie)
  - 7e sur 200 m